# Татровский музей

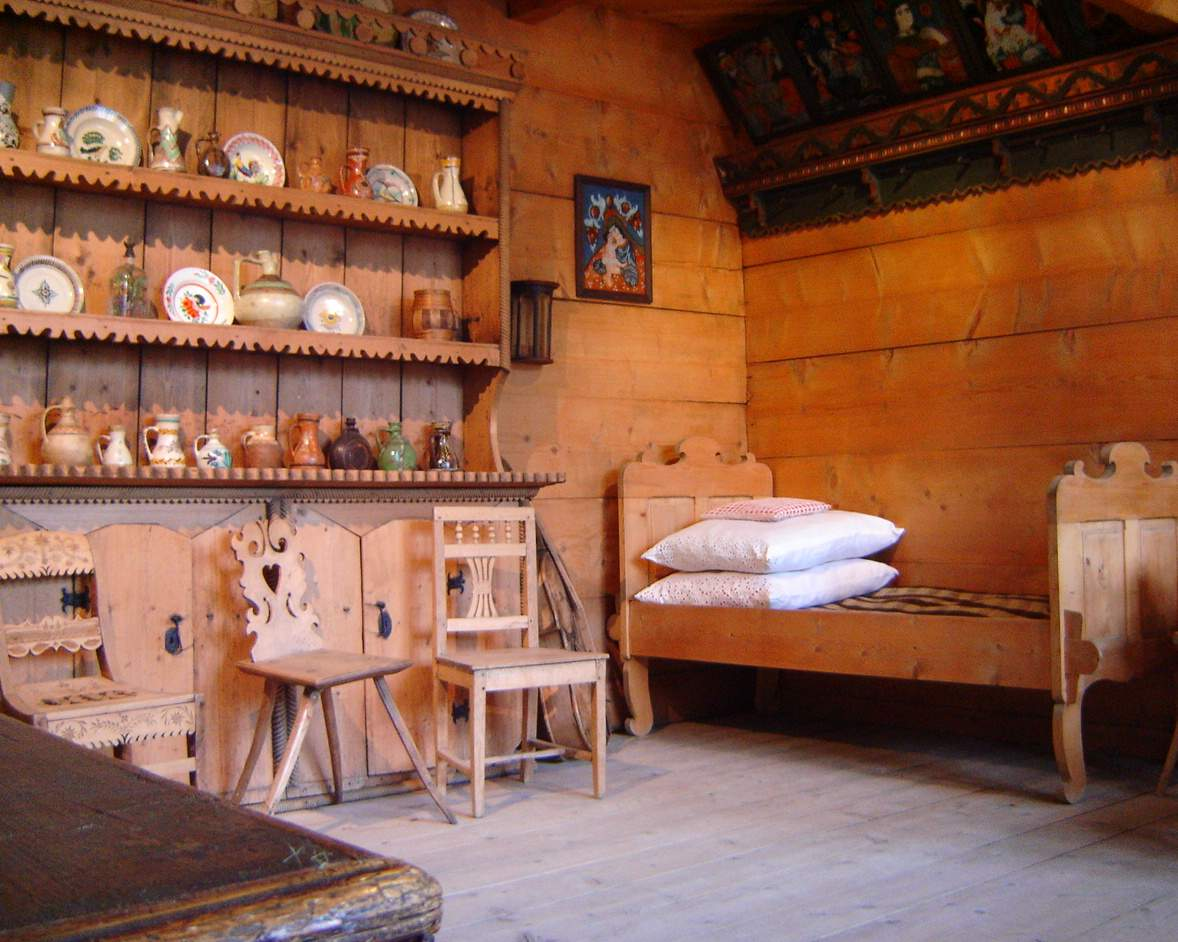
Фрагмент этнографической выставки

Татровский музей имени Титуса Халубинского (пол. Muzeum Tatrzańskie im. dra Tytusa Chałubińskiego) — музей, находящийся в городе Закопане, Малопольское воеводство, Польша. Зарегистрирован в Государственном реестре музеев. Музей располагается по адресу: улица Крупувки, 10. Музей экспонирует предметы, связанные с историей, материальной и культурной жизнью историческо-этнографических регионов Подгалье, Спиш и Орава. Музей назван именем польского врача и этнографа Титуса Халубинского.

## История
Инициатором создания музея возникла среди последователей польского врача, общественного деятеля и краеведа Титуса Халубинского (1820—1889). В 1888 году ими было основано Общество музея имени Титуса Халубинского. Целью этого общества стало сбор ботанических, геологических, этнографических и зоологических материалов, связанных с Татрами. Обществом стала собираться библиотека. Первая экспозиция была выставлена в 1889 году в Закопане в несуществующем сегодня доме на улице Крупувки. В конце XIX века музей сформировал богатую коллекцию этнографических материалов.
В 1892 году по проекту варшавского архитектора Йозефа Пиуса Дзеконского было построено здание для музея. В этом же году в здании была размещена коллекция, собранная Обществом имени Титуса Халубинского. До 1911 года активность Общества имени Титуса Халубинского значительно сократилась и музейная коллекция почти не пополнялась. В 1913 году началось строительство нового здания для музея, которое завершилось в 1920 году. В 1922 году состоялось торжественное открытие нового музейного дома на улице Крупувки, 10.
В конце 20-х годов XX столетия в музее сформировались отделы современного искусства, ремесленный отдел и отдел татровского предгорья. В период между двумя мировыми войнами в музее была основана метеорологическая станция. В это же время музей стал издавать научный ежегодник «Rocznik Podhalański».
После Второй мировой войны Татровский музей перешёл в собственность государства и стал заниматься деятельностью по сбору информации и сохранению памятников культуры и природы. В это же время научный коллектив стал заниматься полевыми работами в Подгалье и в музее были открыты художественный и исторический отделы. В 1954 году после создания Татровского национального парка деятельность музея по изучению и сохранению дикой природы значительно сократилась.
В 70-е годы XX столетия в музее был открыт отдел по охране памятников.

## Филиалы
В музее действуют четыре филиала в Закопане и филиалы в сёлах Хохолув, Чарна-Гура, Юргув и Лопушна:
- Вилла Колиба в Закопане (Музей закопанского стиля имена Станислава Виткевича) — первое здание закопанского стиля;
- Галерея Владислава Хасиора в Закопане — музей искусства;
- Галерея искусства имени Влодзимежа и Ежи Кульчицких в Закопане;
- Музей Корнелия Макушинского в Закопане;
- Музей Хохолувского восстания в Хохолуве;
- Усадьба Тетмайеров в селе Лопушна;
- Усадьба Коркошув в селе Чарна-гура;
- Дом солтыса и пастушеские шалаши в Юргуве;